# Almendares
Almendares je kubánská řeka. Je dlouhá 47 km a její povodí má rozlohu 402 km². Pramení na vysočině Alturas de Bejucal nedaleko vesnice Tapaste a teče převážně severozápadním směrem. Leží na ní kubánská metropole Havana. Řeka se vlévá do Floridského průlivu.
Původně byla známa pod domorodým názvem Casiguagua, Španělé ji nazývali La Chorrera a vybudovali u jejího ústí pevnost Torreón de la Chorrera. Později byla řeka přejmenována na počest havanského biskupa Enriqueho Almendarise. V 16. století byl vybudován akvadukt Zanja Real, který sloužil k zásobování Havany pitnou vodou. Koncem čtyřicátých let na řece vznikla přehrada. Vzhledem k hustě osídlenému povodí a průmyslové aktivitě je kvalita vody nízká, byl proto zahájen program na ozdravení řeky. Na břehu se nachází havanský městský park Parque Almendares a východně od ústí řeky začíná pobřežní promenáda Malecón.